# Ампула

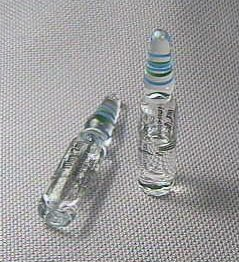

А́мпула (от лат. ampulla, уменьшительное от греч. ἀμφορεύς — «амфора») — в современном значении герметически запаянный сосуд, предназначенный для хранения химически чистых или химически активных (например рубидий, цезий, калий, бром) веществ, или стерильных лекарственных препаратов, шовного материала (к примеру кетгута) и т. д. Иногда ампулы могут заполняться тем или иным газом, и использоваться для демонстрационных целей. Также, для хранения особо чистых щелочных металлов всегда требуется предварительное заполнение ампулы аргоном перед заполнением её непосредственно расплавленным щелочным металлом и запаиванием.

## Исторические значения

### Сосуд
В дореволюционном написании «ампулла»; в Древнем Риме небольшой сосуд из глины, стекла или металла, как правило с широким туловом, узким горлом и двумя ручками. Предназначался для хранения жидкостей, прежде всего масла.

### Мирохранительница
В православной и католической церквях — небольшой сосуд для хранения миро, святой воды и других святых жидкостей. Ампулу могли помещать в поля или ковчеги икон в качестве святынь, например — в верхнее поле мозаичной иконы Димитрия Солунского (XIV века в музее Сассоферрато в Италии) врезана свинцовая ампула с агиасмой от мощей великомученика Димитрия.

## Использование
В медицинских целях ампула применяется для хранения лекарственных препаратов в стерильном состоянии, имеет удлинённое тонкое горлышко.
Иногда на верхнем кончике ампулы может присутствовать точка разлома, под которой имеется насечка. При вскрытии следует располагать кончик ампулы точкой (насечкой) от направления отлома. Если насечка на горлышке отсутствует, то обычно в упаковке с такими ампулами прилагается нож (пилка) ампульный или ампульный скарификатор.
Перед вскрытием место надреза (отламывания) обрабатывается раствором этанола, во избежание ранения осколками стекла рекомендуется при вскрытии стеклянных ампул кончик ампулы придерживать стерильной салфеткой либо специальным устройством.

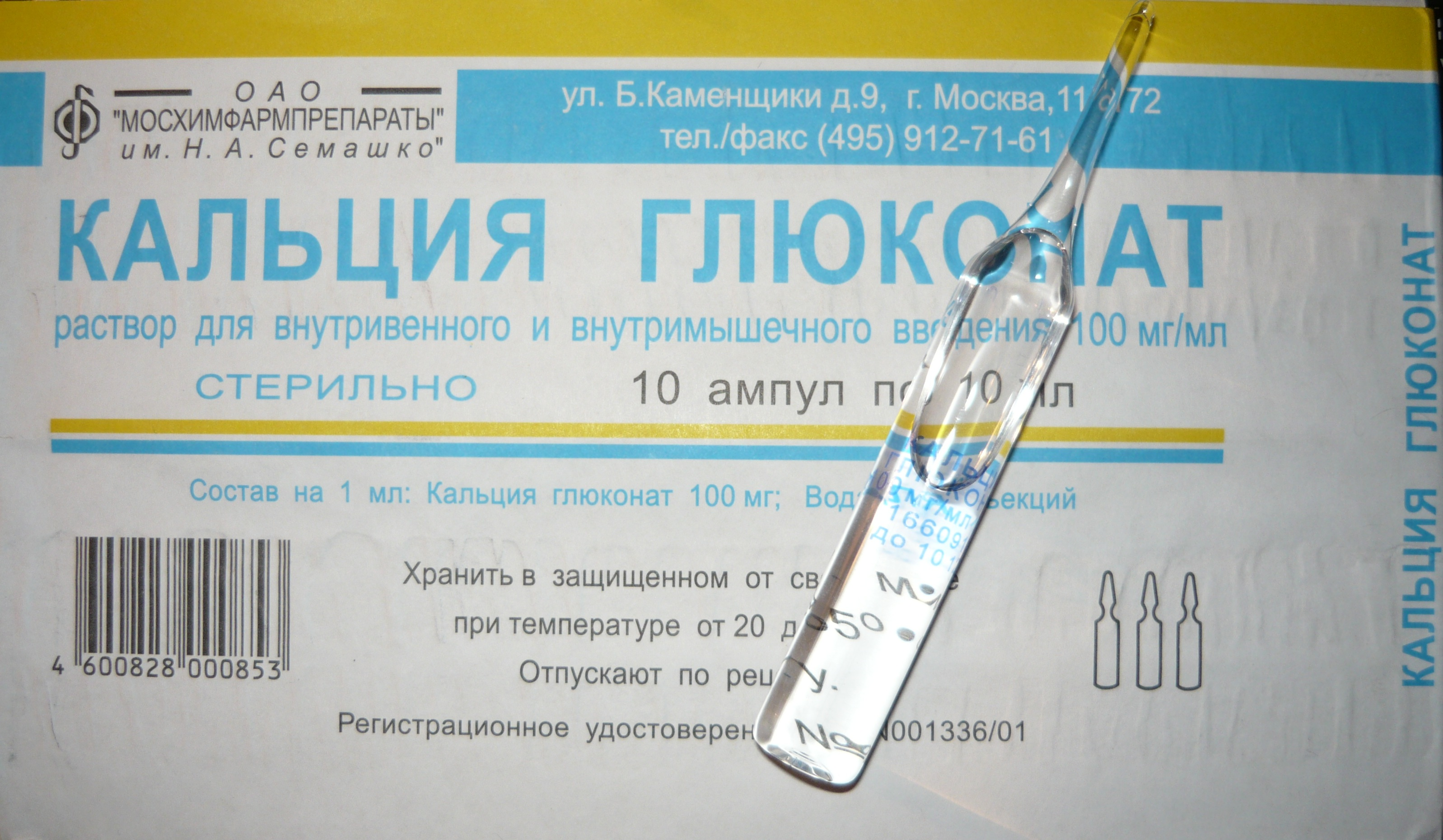
Стеклянная ампула с остроконечным носиком, требующим надпила при вскрытии, с инъекционным раствором кальция глюконата и картонная упаковка на 10 ампул
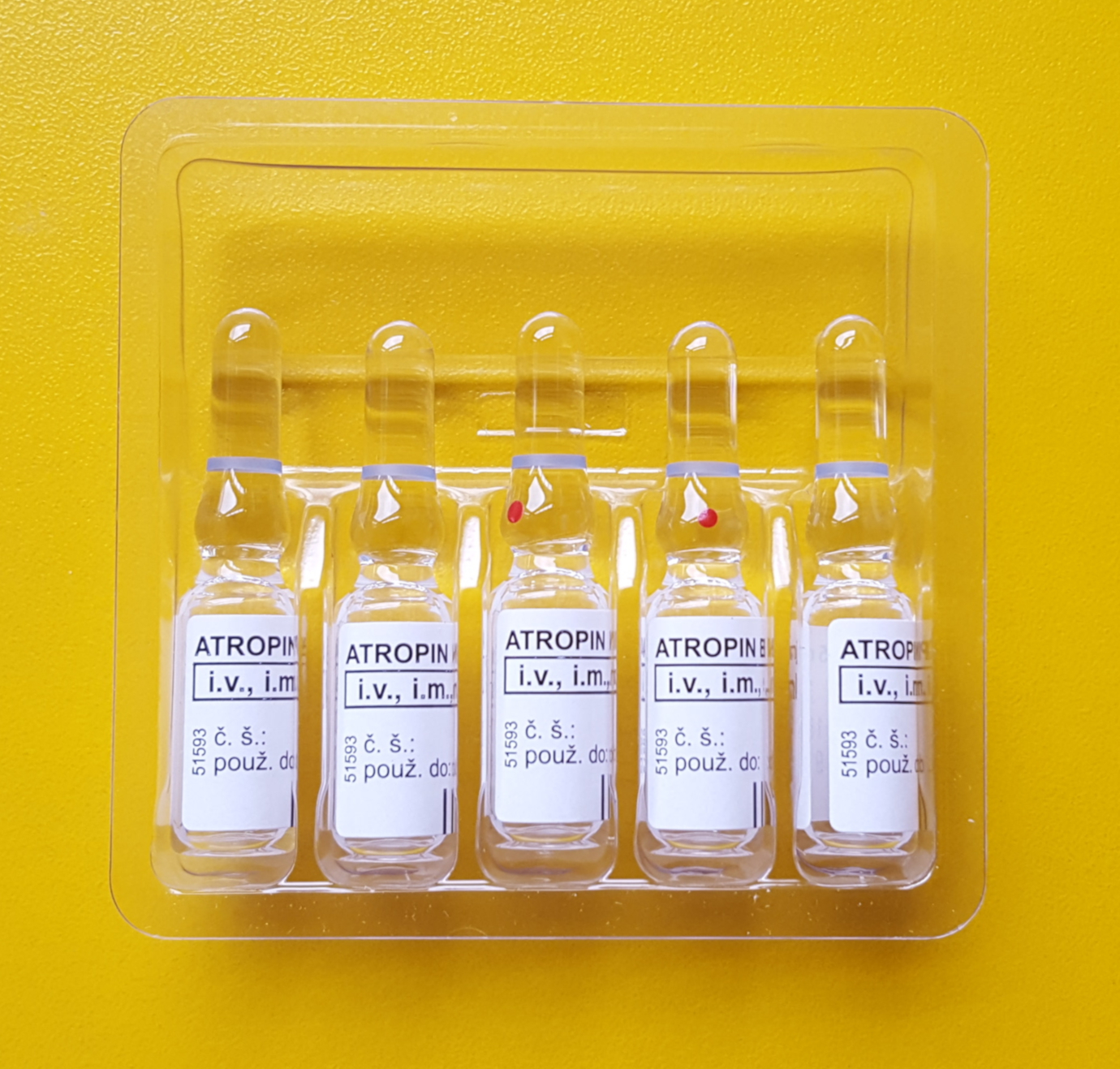
Стеклянные ампулы с инъекционным раствором атропина сульфата с тупым носиком, имеющие надрез (несквозную насечку) перешейка со стороны, отмеченной точкой, в блистерной полимерной упаковке
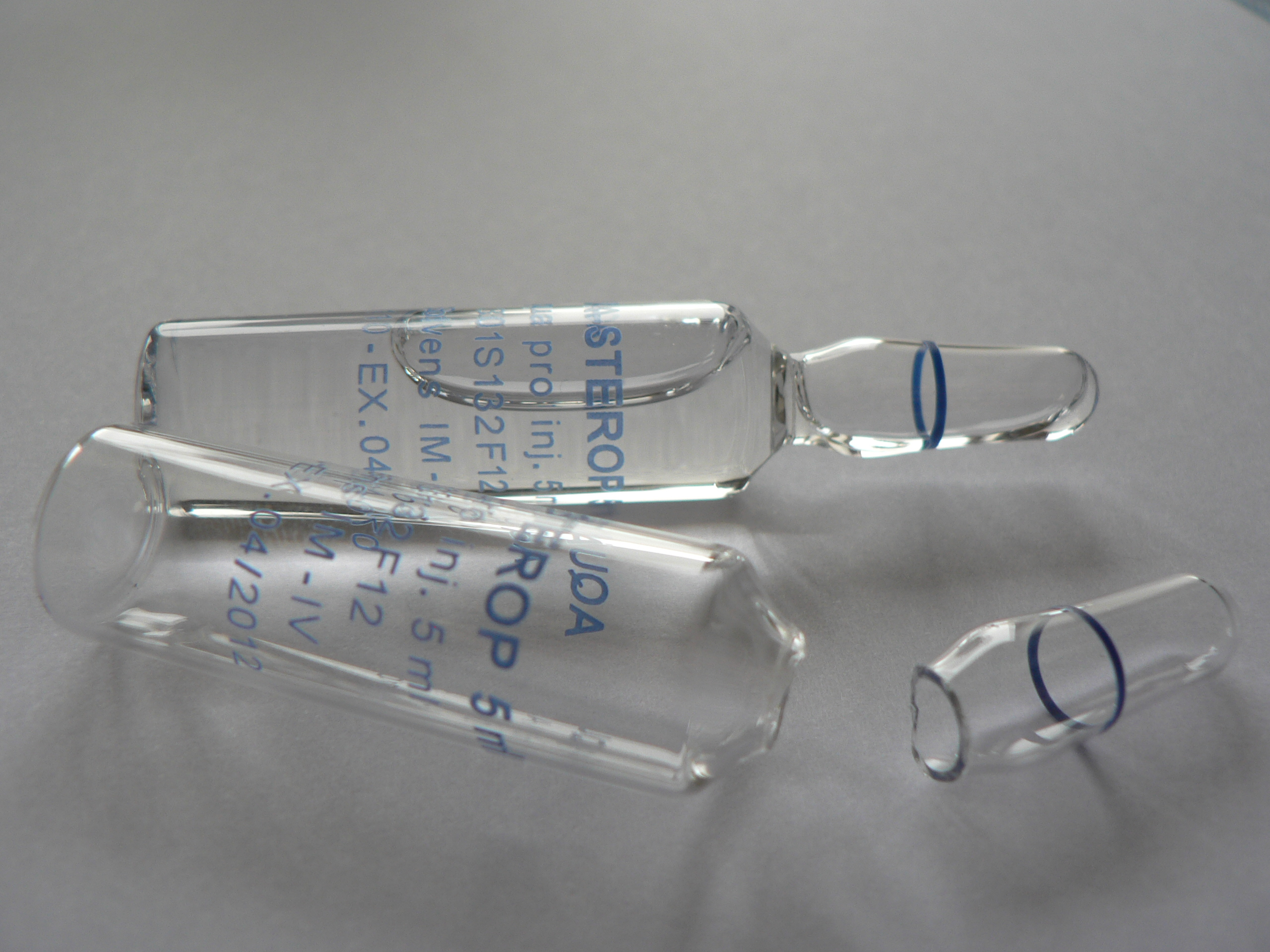
Стеклянные ампулы с водой для инъекций с цветной кольцевой меткой, целая и вскрытая
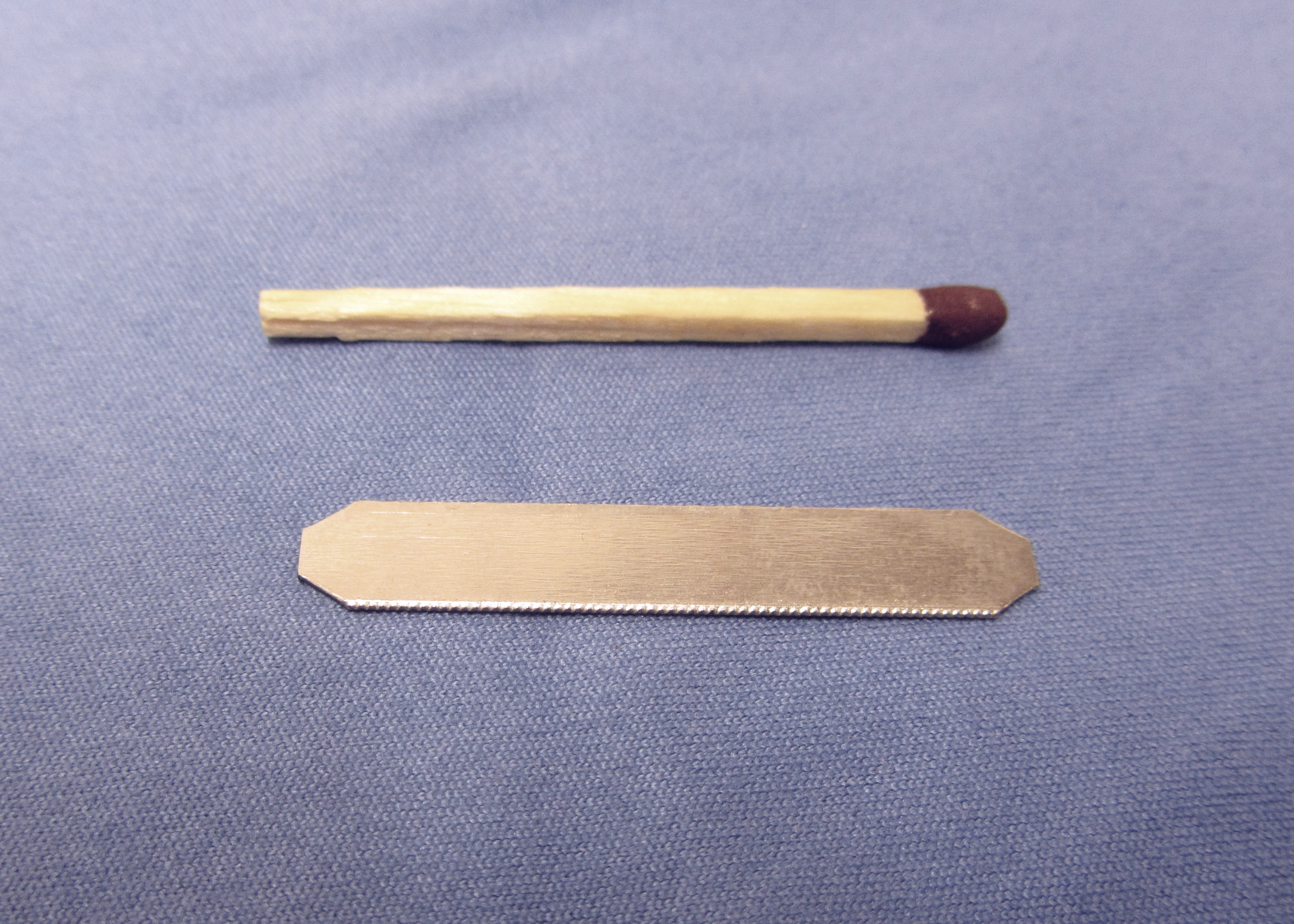
Металлическая пилка для надреза кончика ампул, спичка для сравнения размера
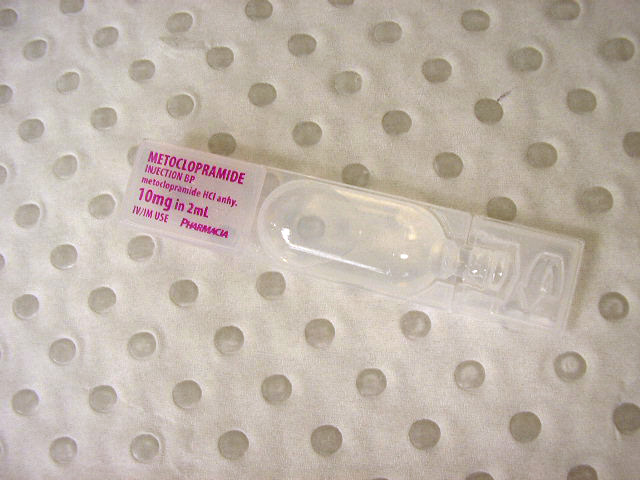
Полимерная ампула с инъекционным раствором метоклопрамида, вскрытие производится отламыванием кончика вращением по утончённому месту (насечке), либо проколом иглой
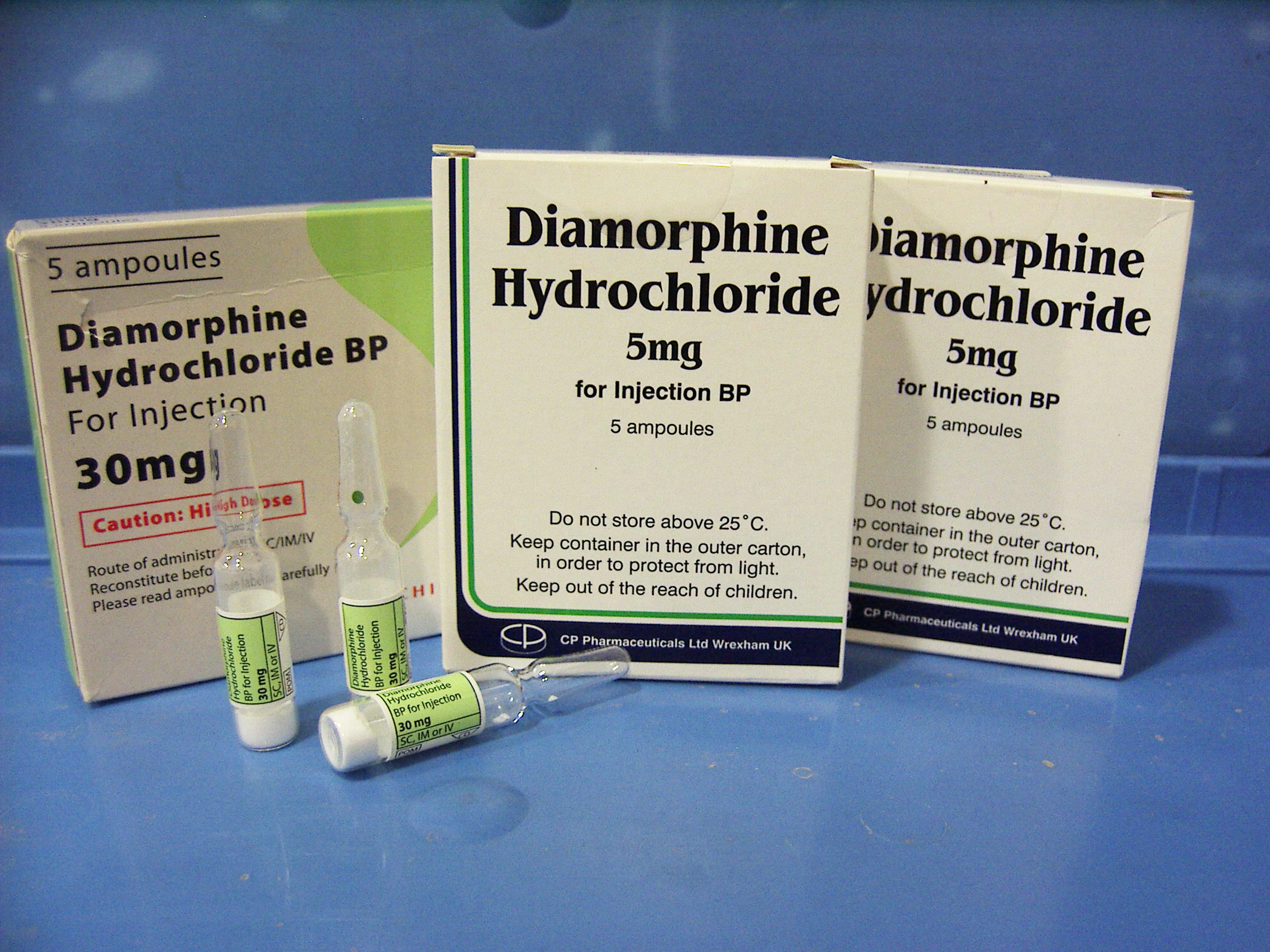
Стеклянные ампулы с лиофилизированным препаратом диаморфина гидрохлорида, перед употреблением растворяется в ампуле водой для инъекций

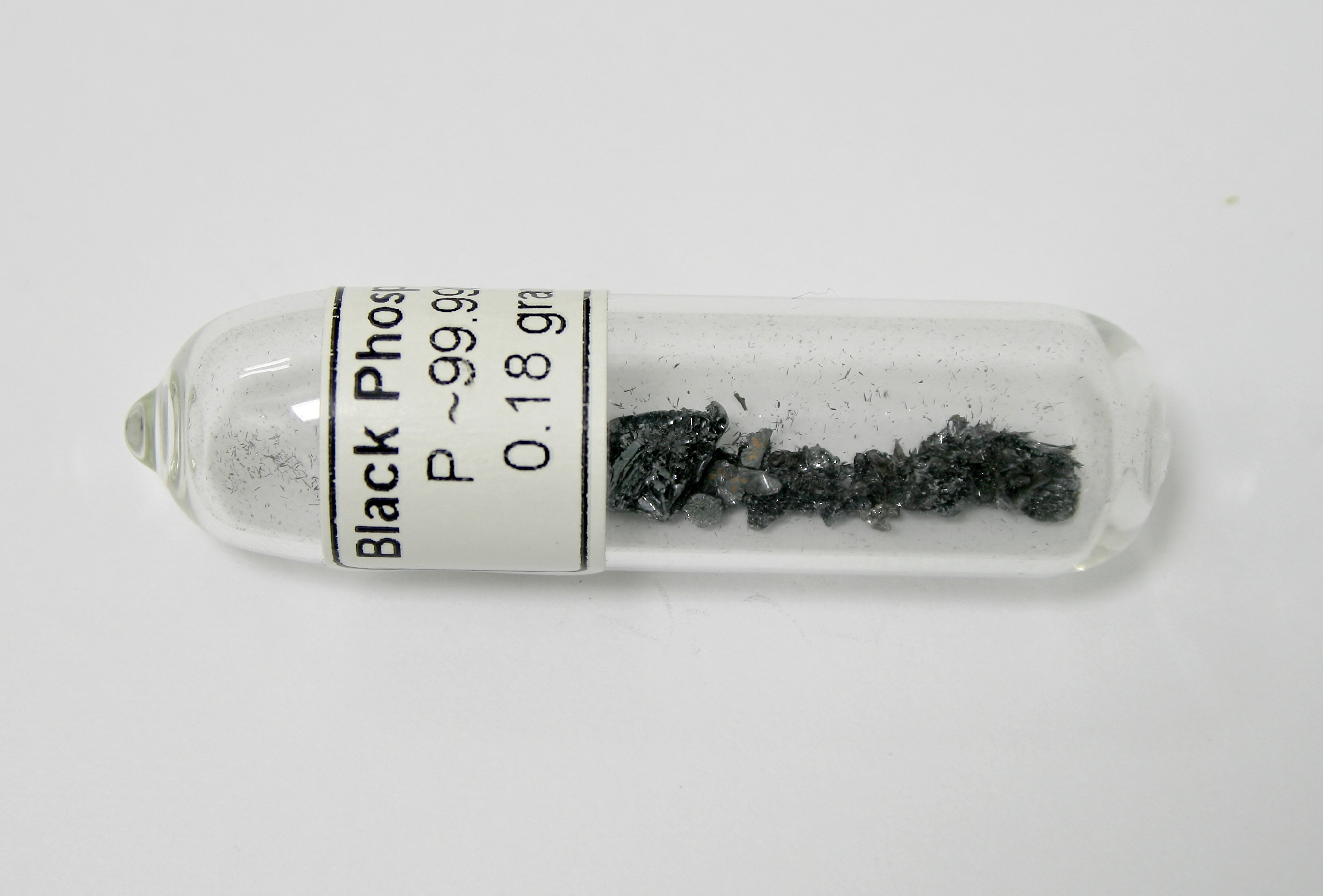
Стеклянная герметично-запаянная ампула для хранения химических веществ, в ампуле чёрный фосфор